# 新圍苑
新圍苑（英語：San Wai Court）是位於香港屯門新市鎮西北部的居屋屋苑，門牌號碼是田景路23號。
新圍苑北面毗鄰良景邨，屋苑東北面是田景邨及兆畦苑，南面與山景邨隔菠蘿山相望，西面是青山操炮區，青山山峰及青山禪院在西南方。

## 簡介及歷史
新圍苑位於屯門第1區，是屯門區現時僅有並非以「兆」字來命名的居屋屋苑（不包括屯門區內的私人參建居屋屋苑以及已改作出租公屋的前富泰苑），原因是本屋苑座落在良田村舊址附近的新圍仔而得名；原本的新圍仔及良田村已於1984年遷往青山公路－新墟段一帶。

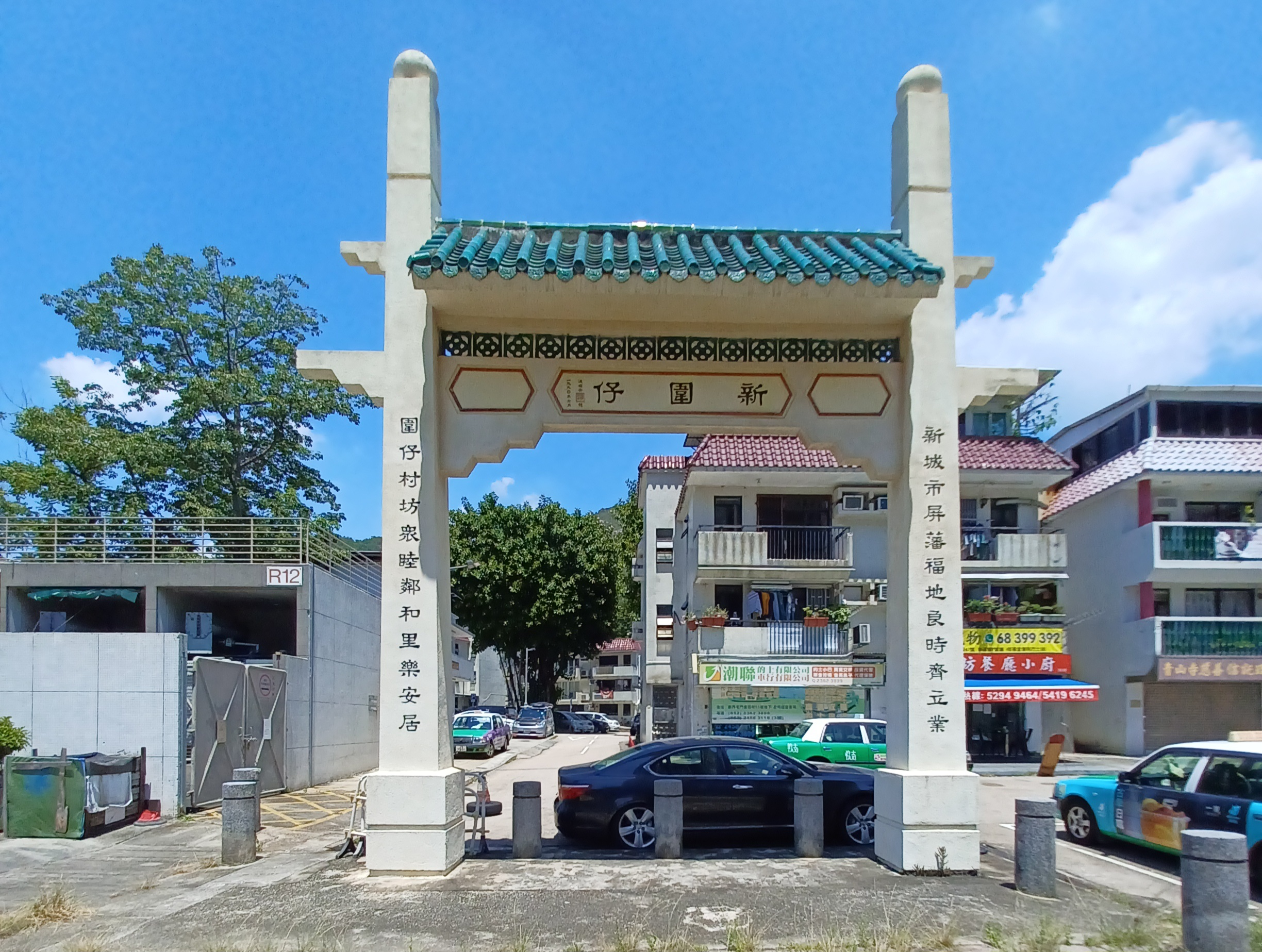
於1990年建成的新圍仔牌坊
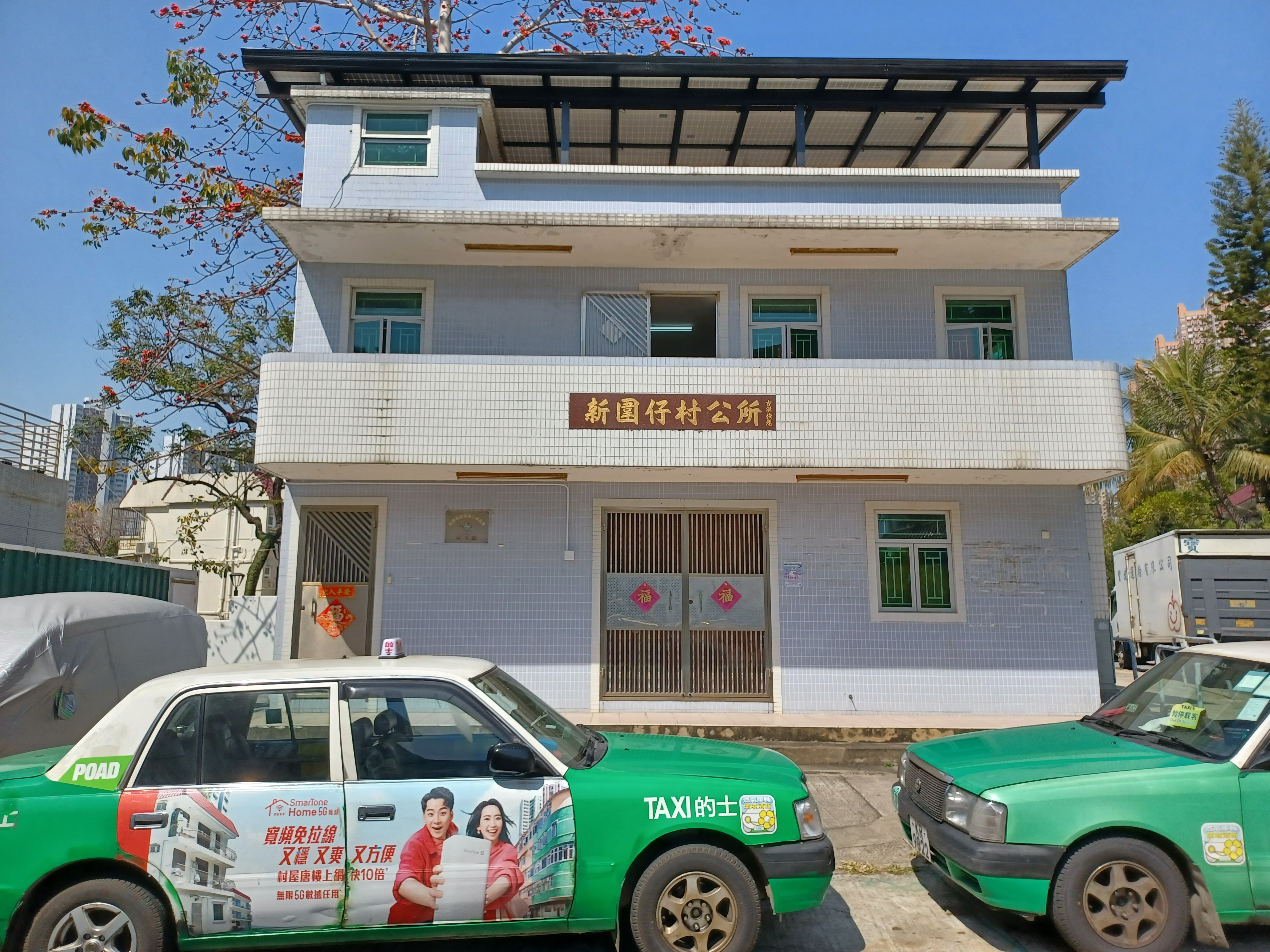
新圍仔村公所
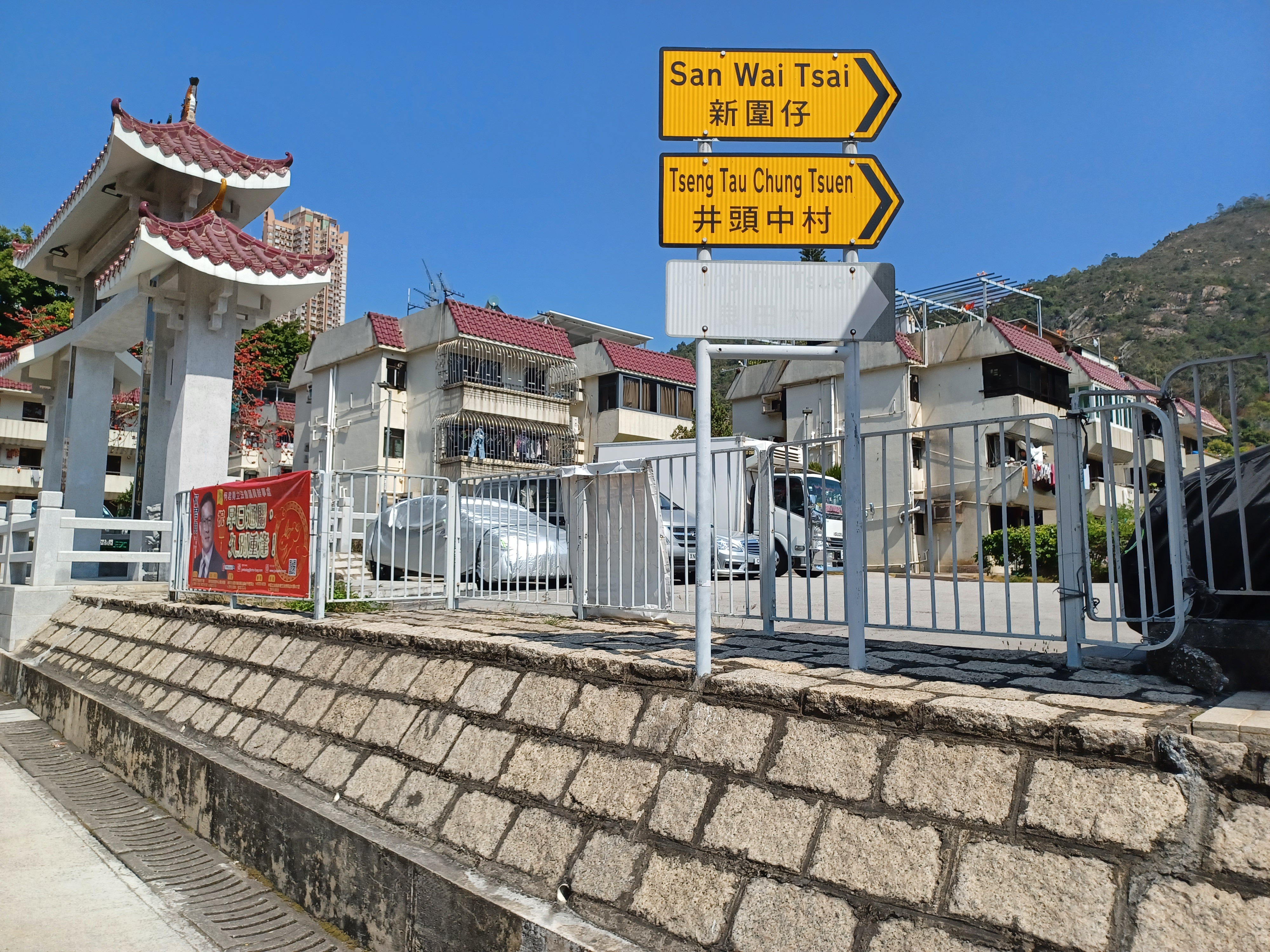
屯門新墟現時的鄉村當中包括良田村、新圍仔以及井頭中村等鄰近鄉村的中英文對照名稱
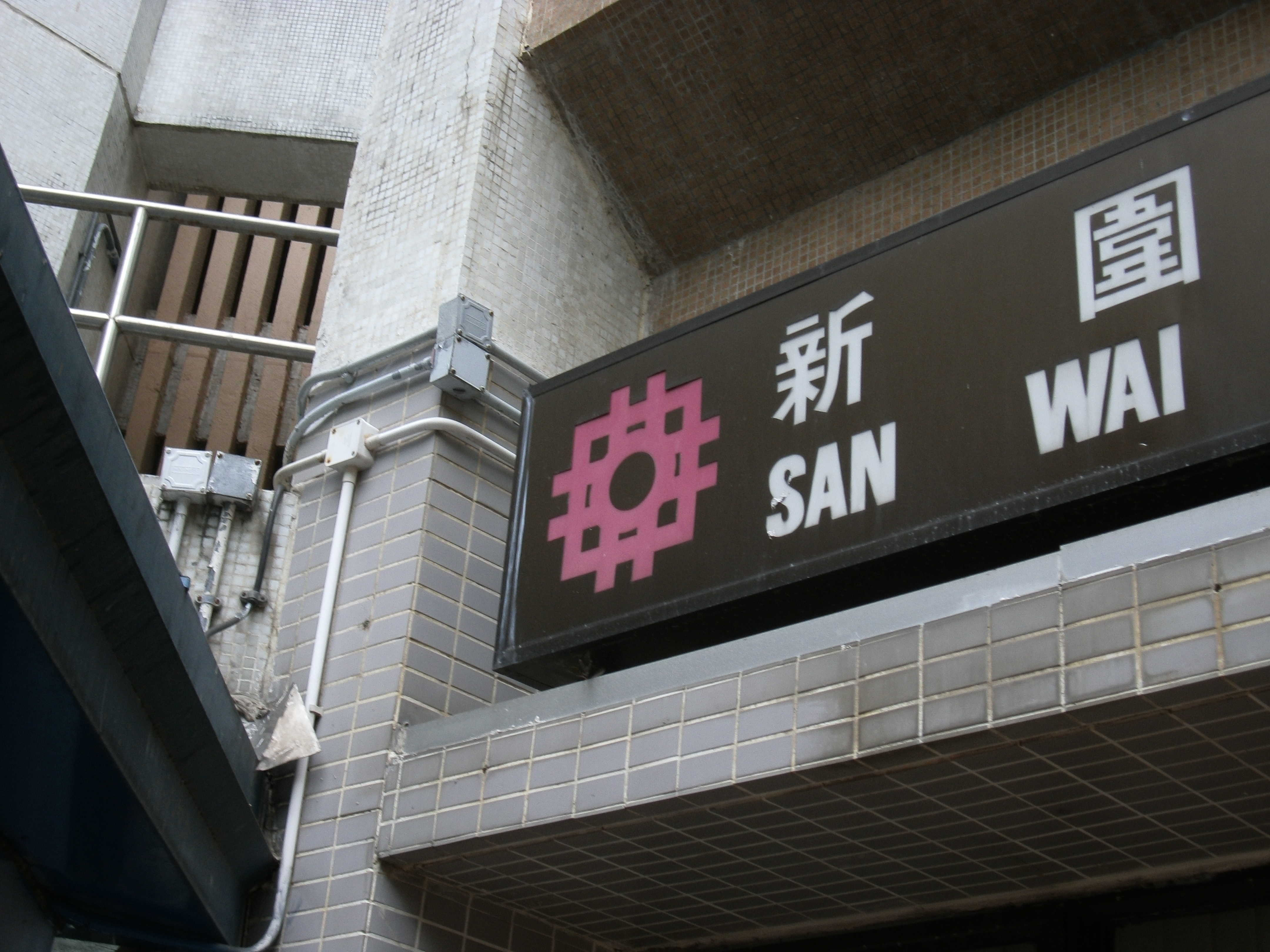
新圍苑的居者有其屋計劃標誌是房委會標誌加上代表「Ownership」的圓形，但現已不再使用（2013年10月）

## 屋苑資料

### 樓宇
| 樓宇名稱（座號） | 樓宇類型                | 入伙日期       | 樓宇層數 （住宅層數） | 每層伙數 | 每座單位數目（伙） | 建築師       | 承建商   | 提供升降機的廠商 | 期數 |
| ---------------- | ----------------------- | -------------- | --------------------- | -------- | ------------------ | ------------ | -------- | ---------------- | ---- |
| *新賢閣（A座）   | 新十字型 （1984年版本） | 1989年10月15日 | 35（1-35樓）          | 10       | 350                | 房屋署建築師 | 禮頓建築 | 通力             | 1    |
| 新順閣（B座）    | 新十字型 （1984年版本） | 1989年10月15日 | 35（1-35樓）          | 10       | 350                | 房屋署建築師 | 禮頓建築 | 通力             | 1    |
| *新碧閣（C座）   | 新十字型 （1984年版本） | 1990年1月20日  | 35（1-35樓）          | 10       | 350                | 房屋署建築師 | 禮頓建築 | 通力             | 2    |
| 新凱閣（D座）    | 新十字型 （1984年版本） | 1990年1月20日  | 35（1-35樓）          | 10       | 350                | 房屋署建築師 | 禮頓建築 | 通力             | 2    |
| 新奐閣（E座）    | 新十字型 （1984年版本） | 1990年4月6日   | 35（1-35樓）          | 10       | 350                | 房屋署建築師 | 禮頓建築 | 通力             | 2    |
| 新珮閣（F座）    | 新十字型 （1984年版本） | 1990年4月6日   | 35（1-35樓）          | 10       | 350                | 房屋署建築師 | 禮頓建築 | 通力             | 2    |

以（*）標示樓宇為2019冠狀病毒病香港疫情中多名確診個案患者居住的大廈
新圍苑第1期屬於房委會居者有其屋計劃第10期丙，於1988年落成；第2期屬於第11期甲，於1989年落成。設計上採用新十字型大廈設計（英語：New Cruciform Block），每座樓高35層，每層一梯10伙，大堂設電梯4部，全苑6座樓宇合共2100個單位。以面積計，每層包括大房2伙，中房4伙及細房4伙，建築面積由47至76 m2（510至820 sq ft）。首次推出時售價由港幣202,400至440,400不等。
現在由康業服務有限公司提供管理服務，座頭有保安員看守，控制室設於新順閣地下，住戶必須使用住戶卡或密碼開啟大門。

### 設施
屋苑內有多個的兒童遊樂場，並設有一個籃球場、一個羽毛球場、一個排球場（春夏季會用作棉被晾曬場）及兩張乒乓球檯。苑內有一個多層停車場供住戶使用，停車場由敏記停車場管理有限公司管理。此外每座樓下均設有單車停泊處。
新圍苑內並無設置街市及商場，住戶可以光顧就近的良景邨商場及街市，該商場本來就是設計給良景邨、田景邨和新圍苑的居民共用的。

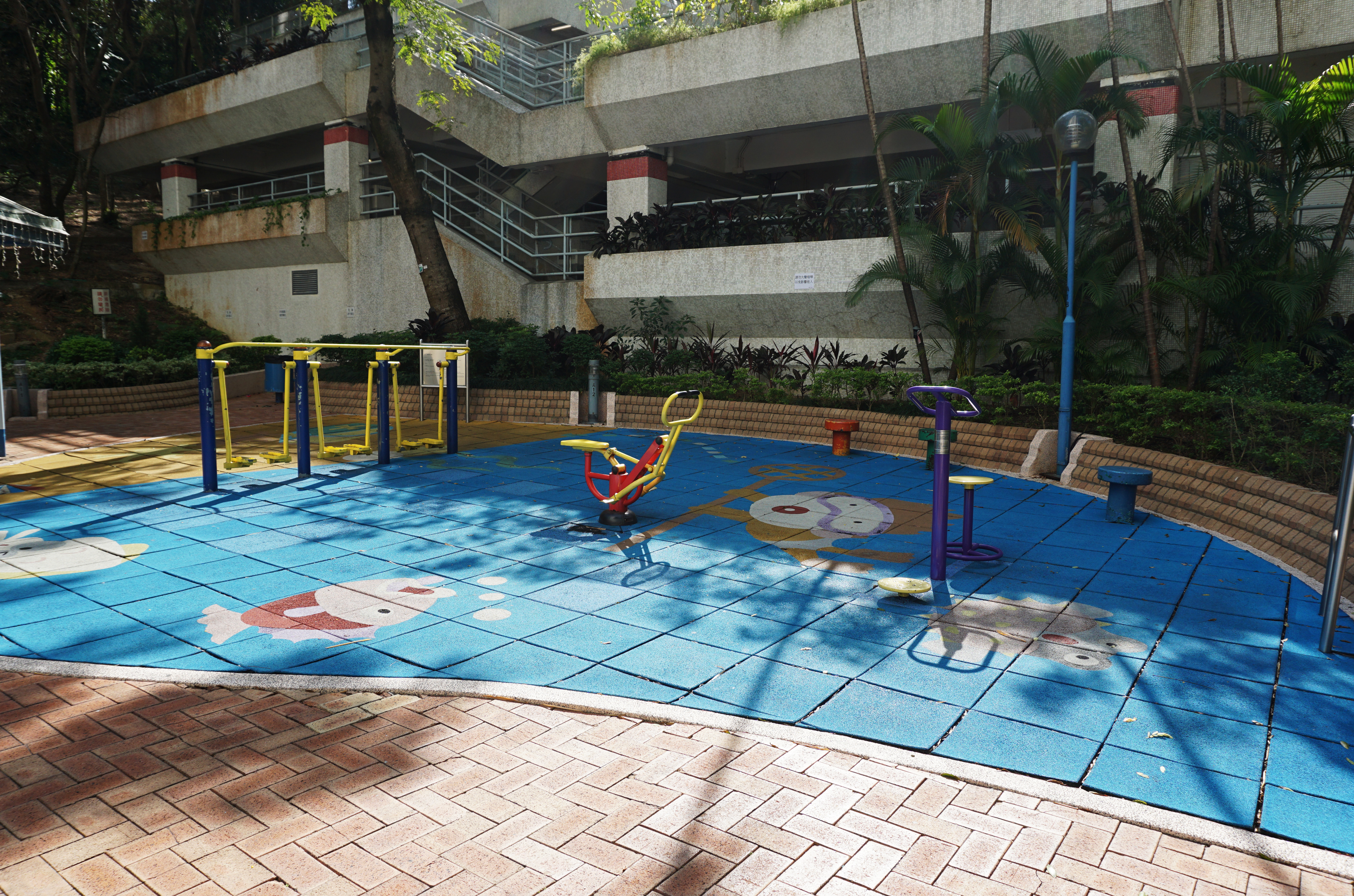
健體區（2）
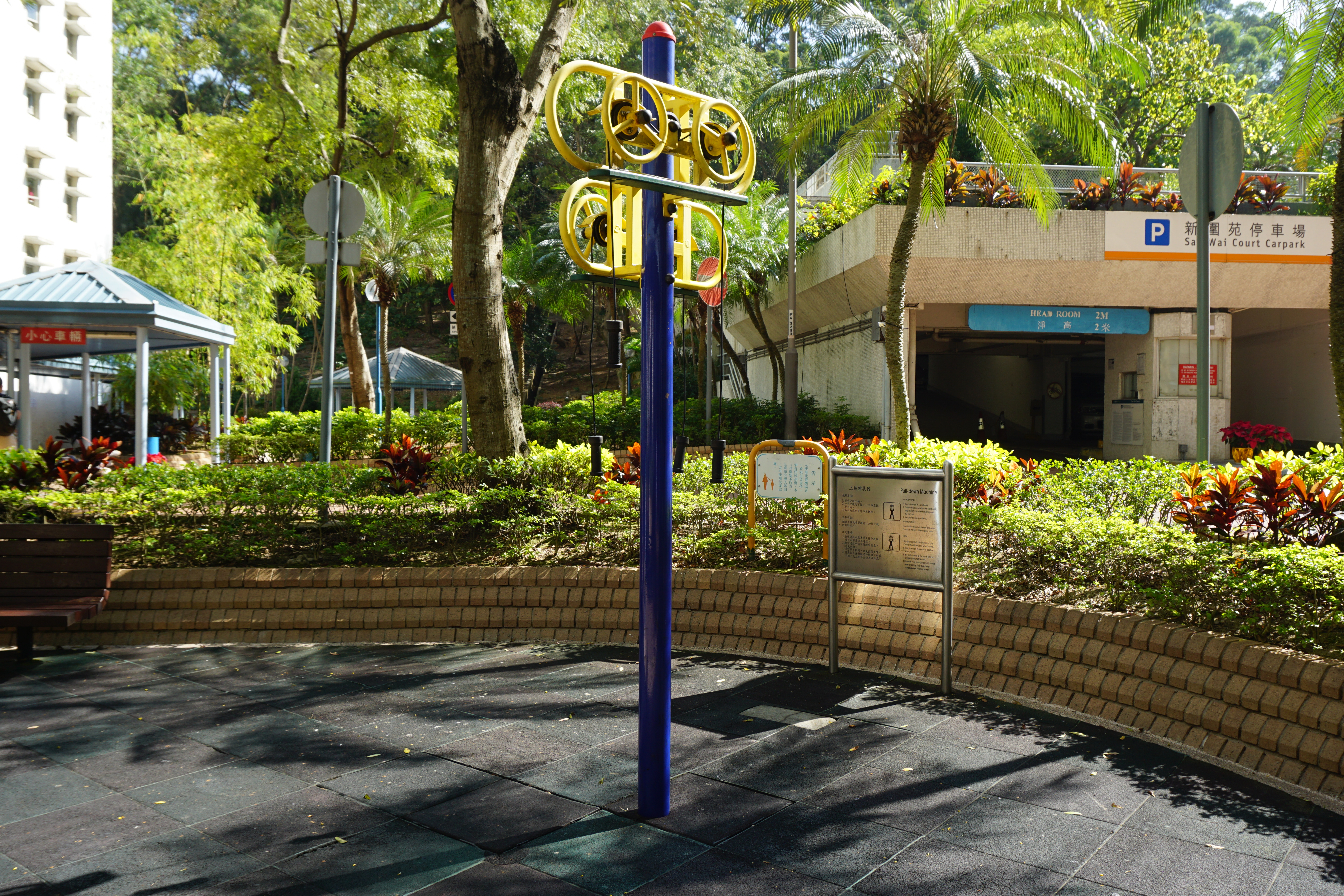
健體區（3）
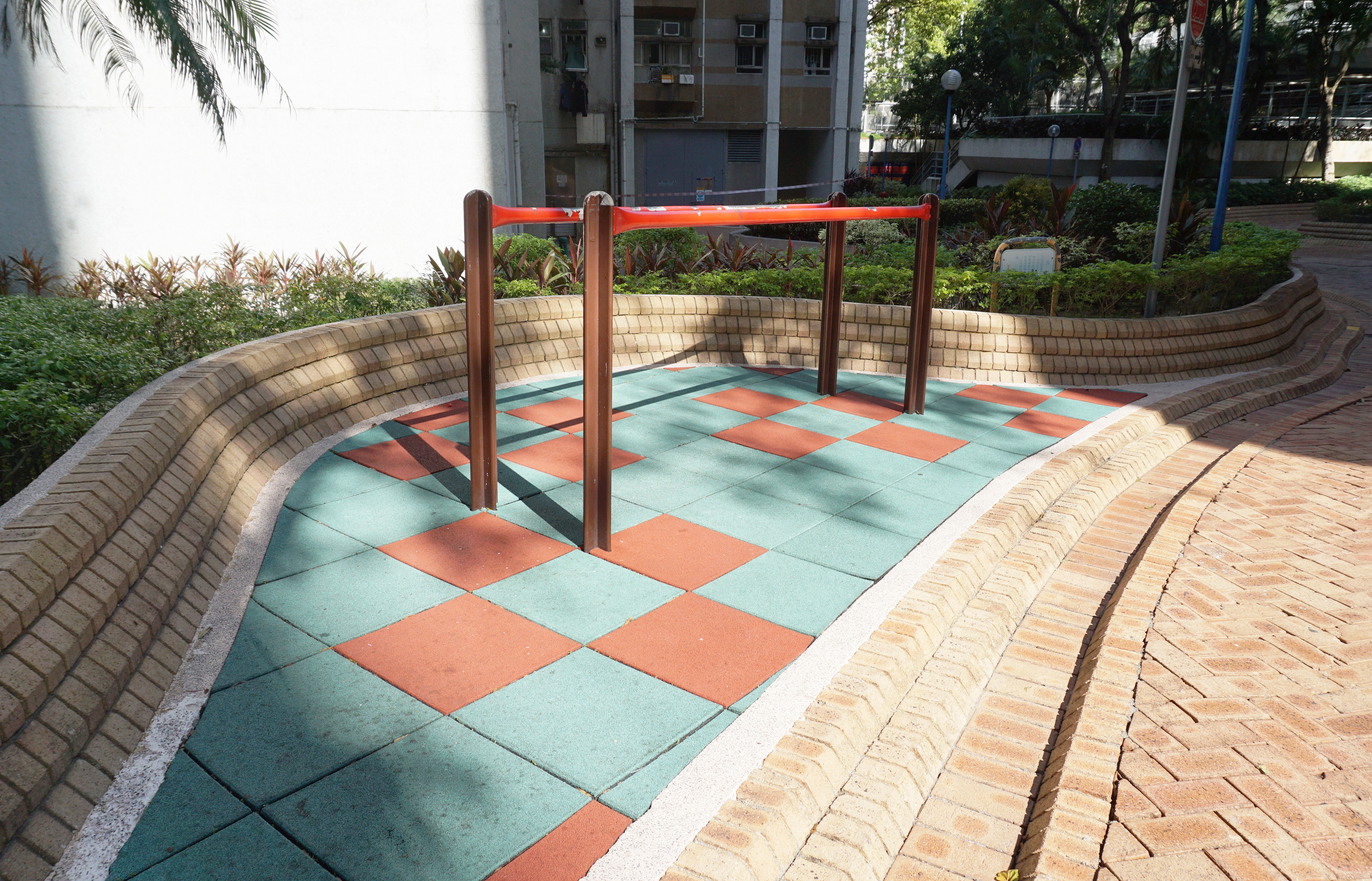
健體區（4）
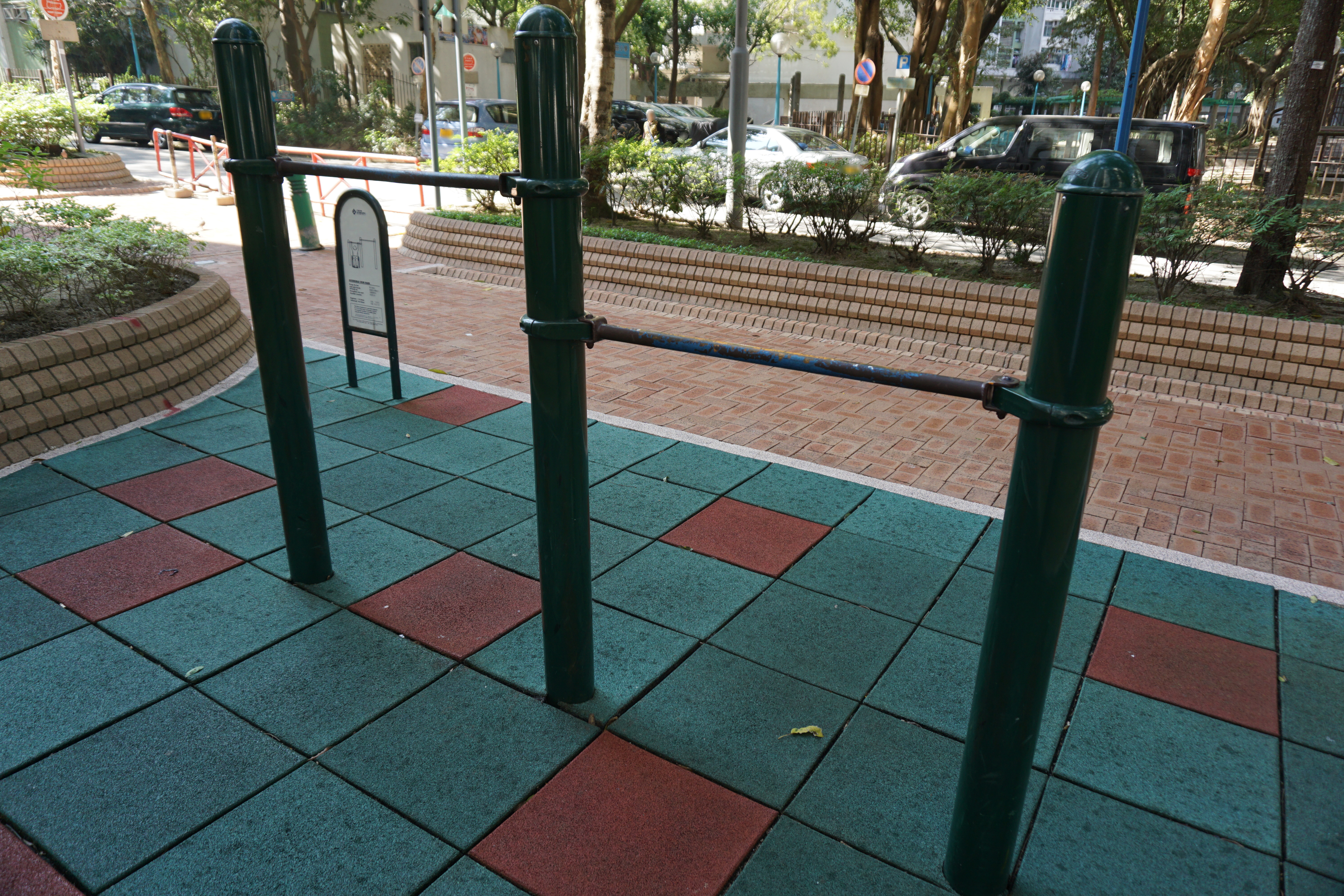
健體區（5）
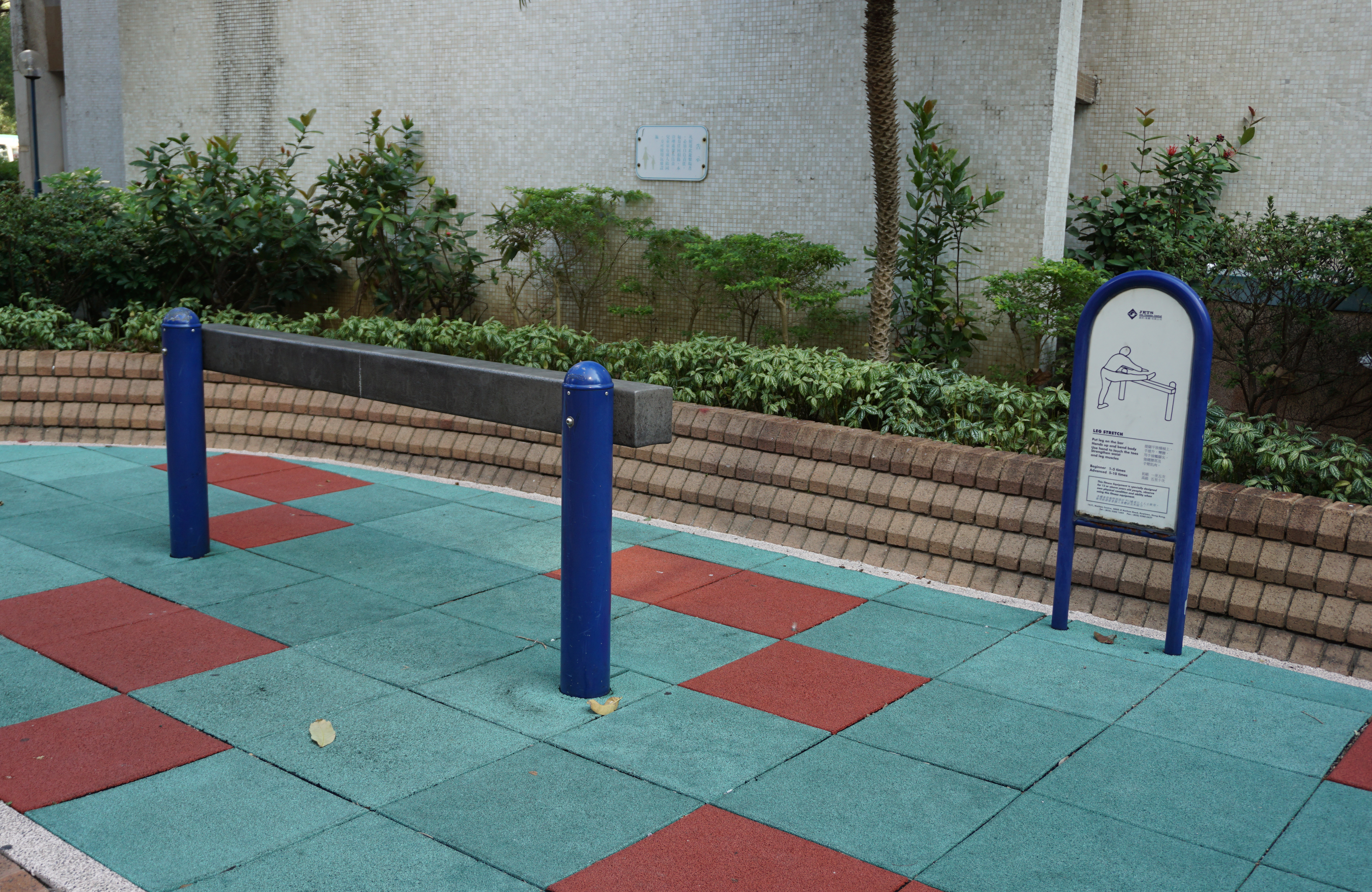
健體區（6）
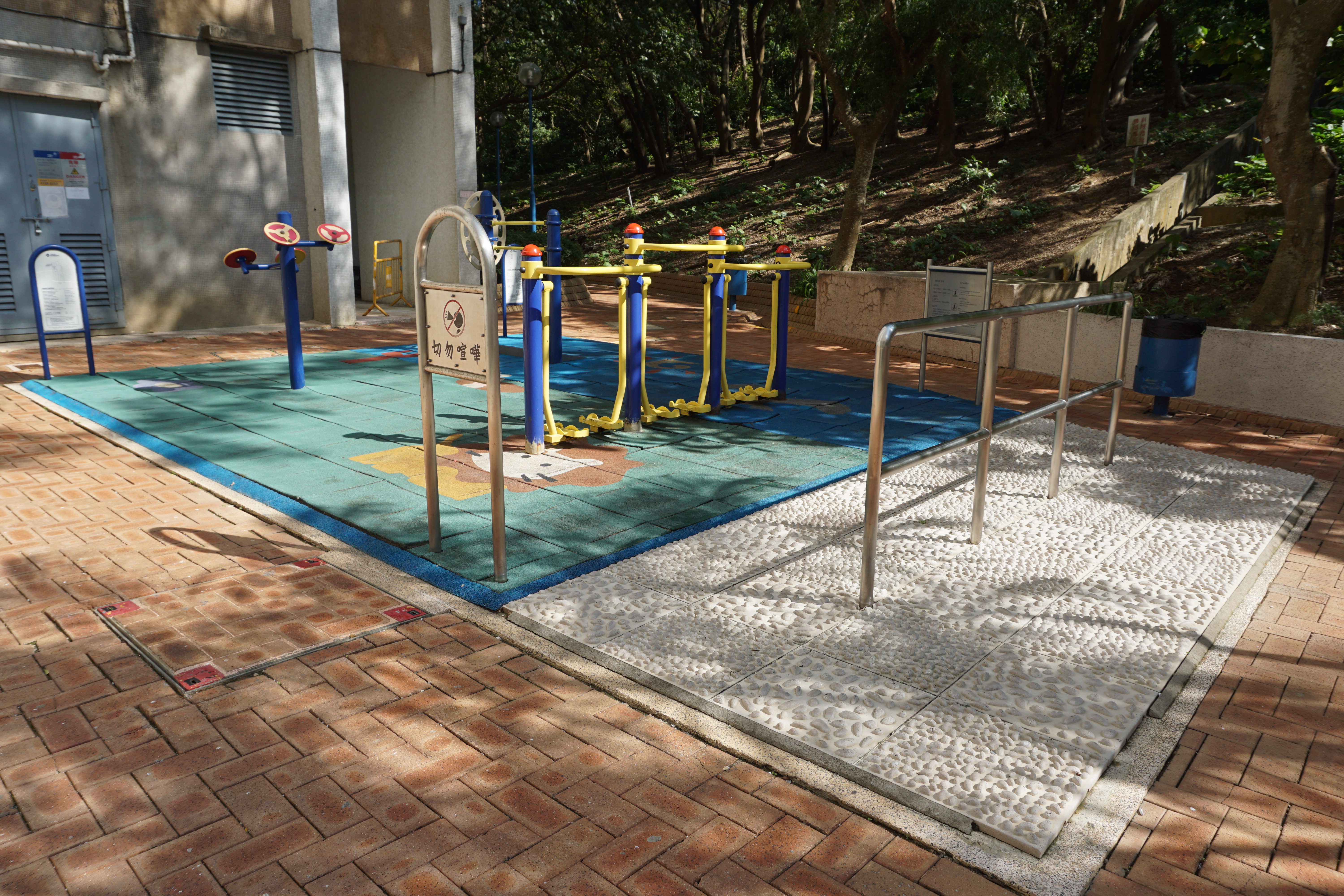
健體區及卵石路步行徑
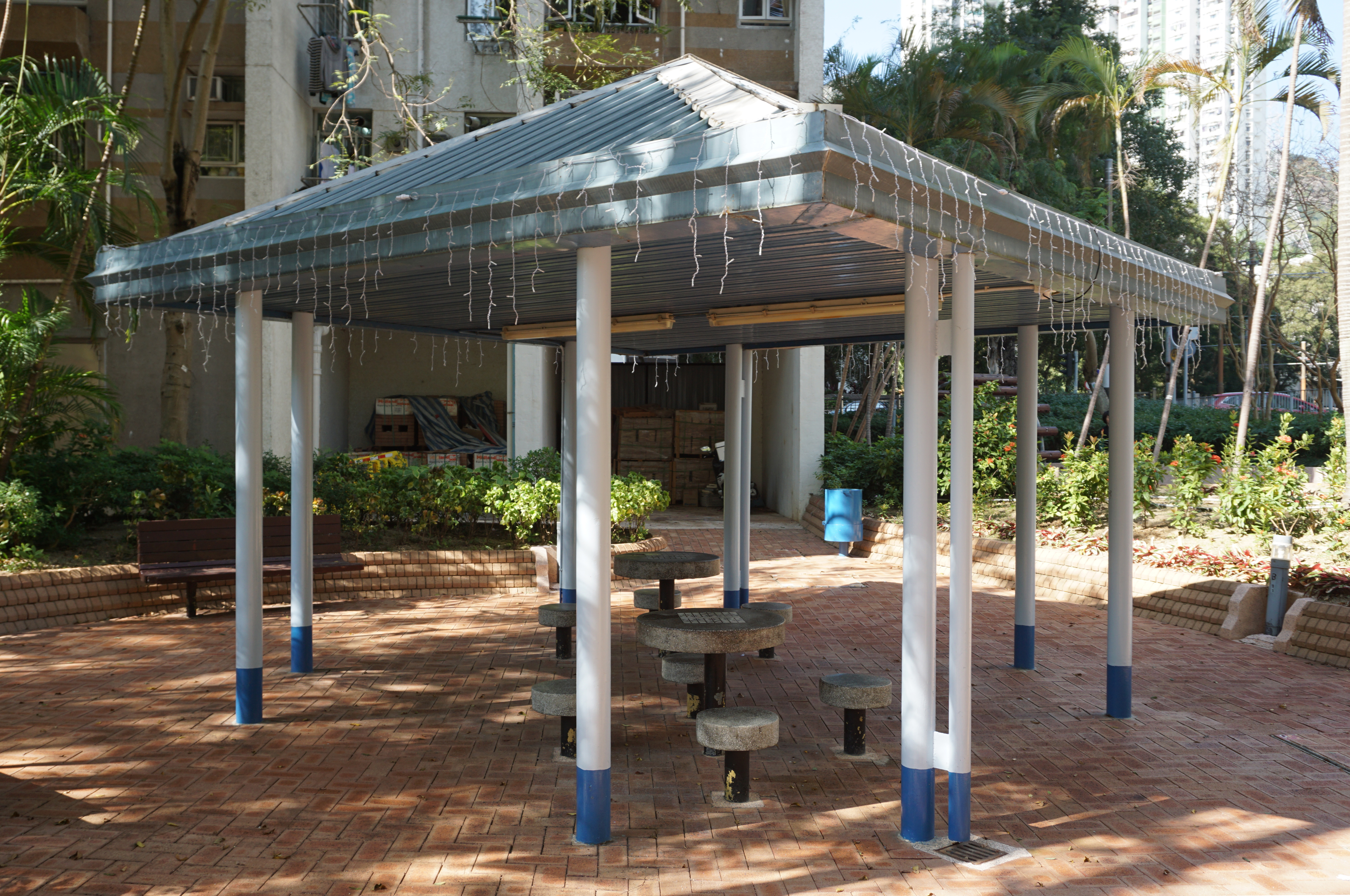
中國象棋區
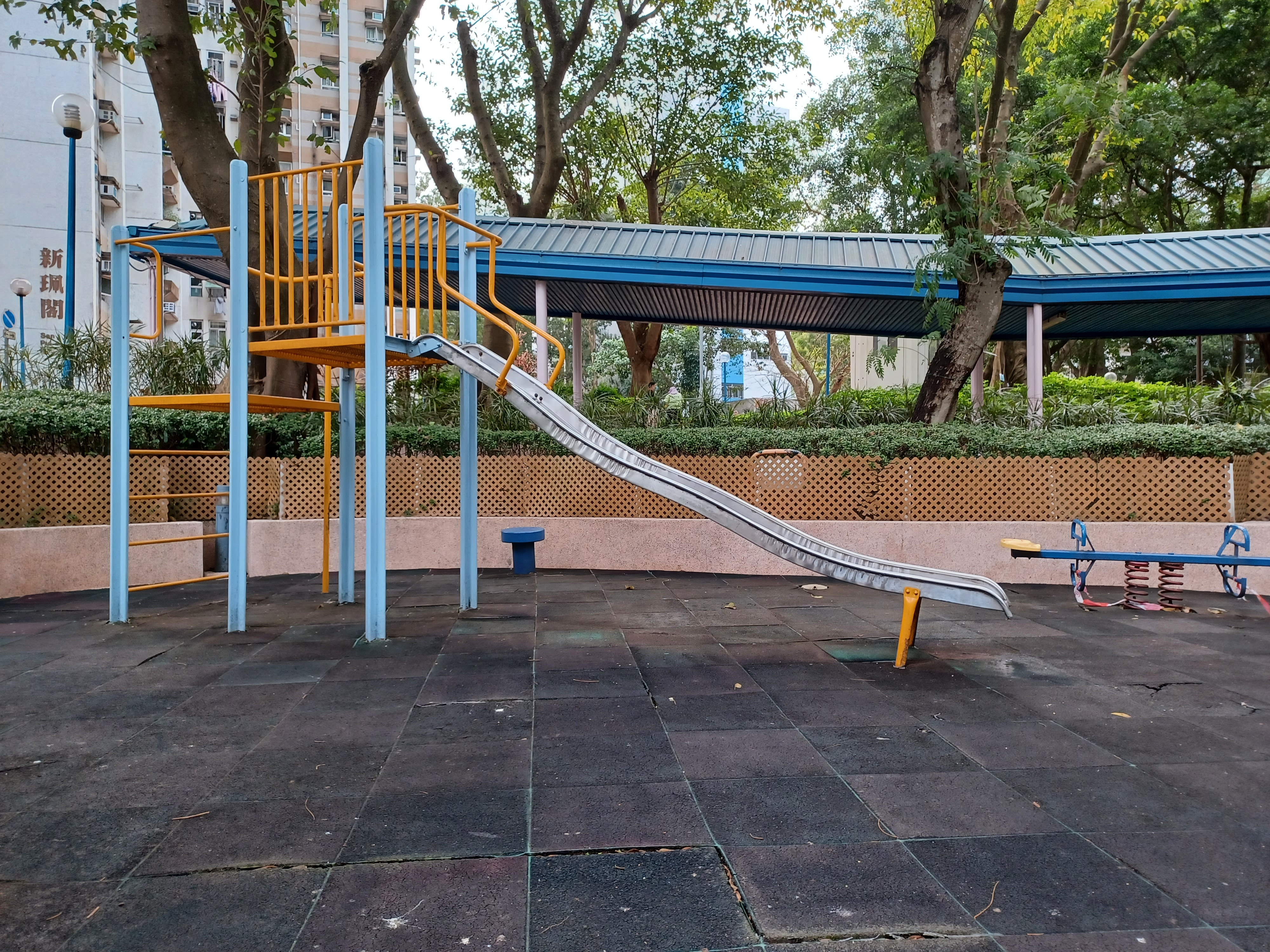
兒童遊樂場（2）
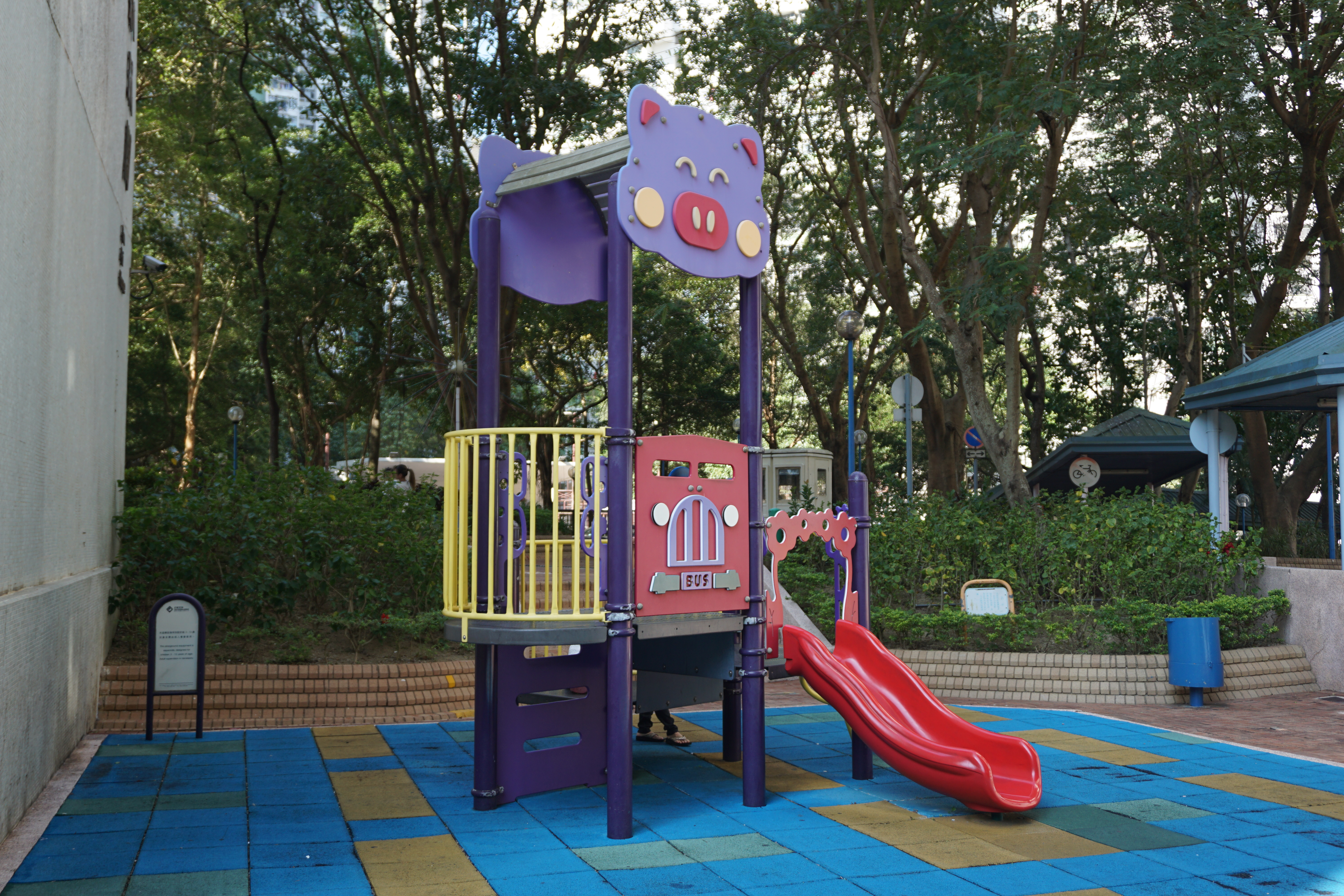
兒童遊樂場（3）
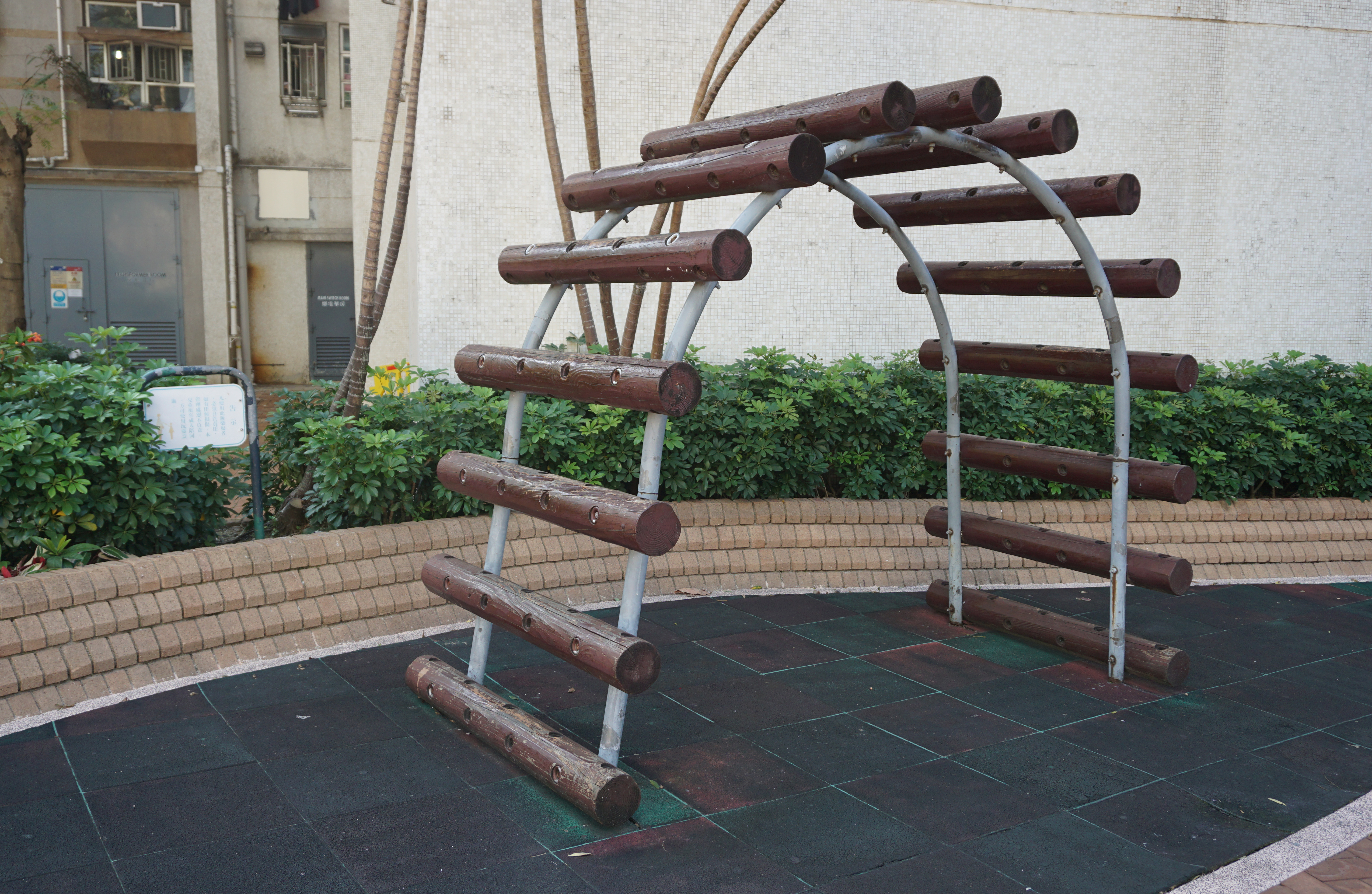
兒童遊樂場（4）
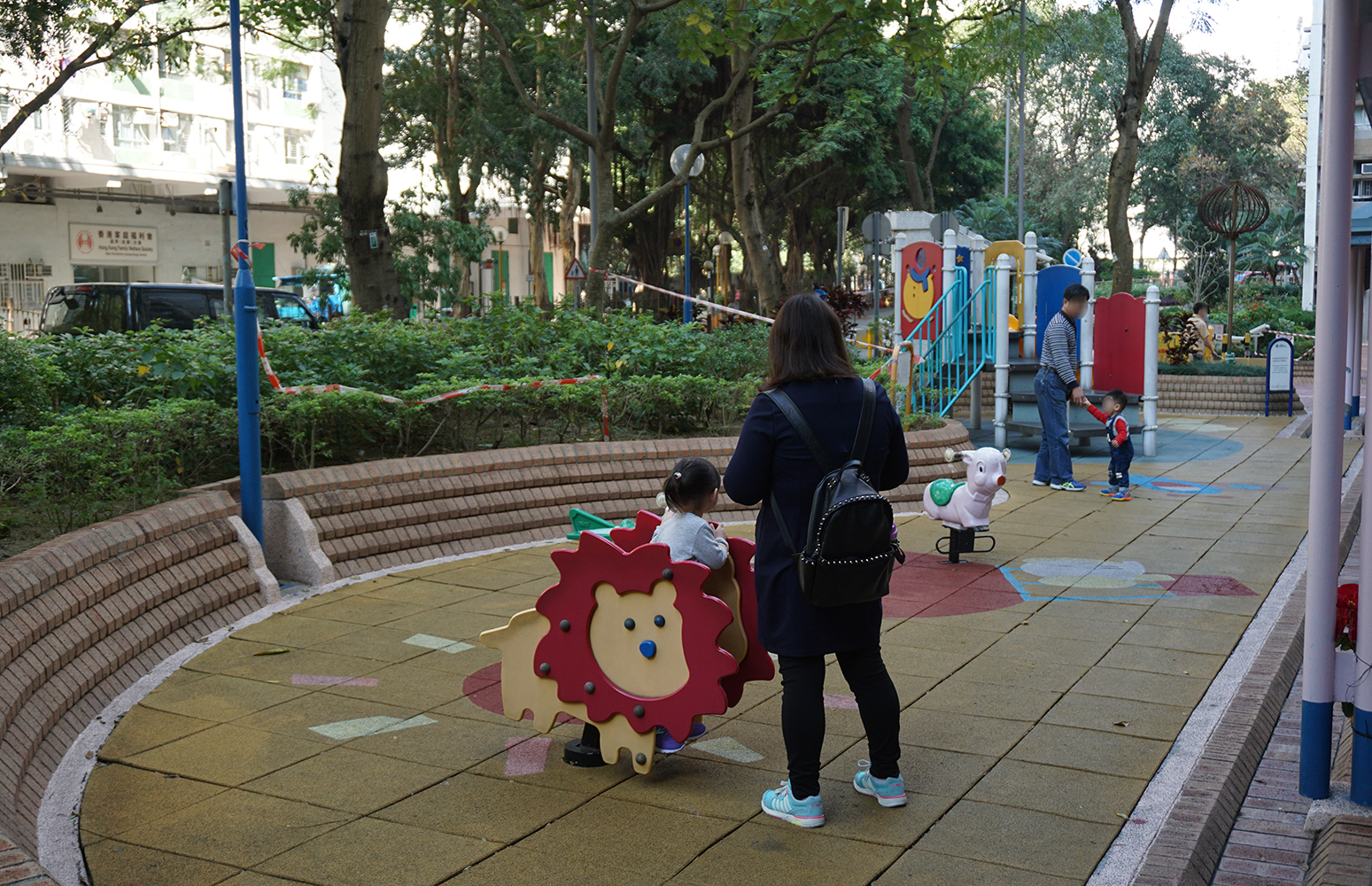
兒童遊樂場
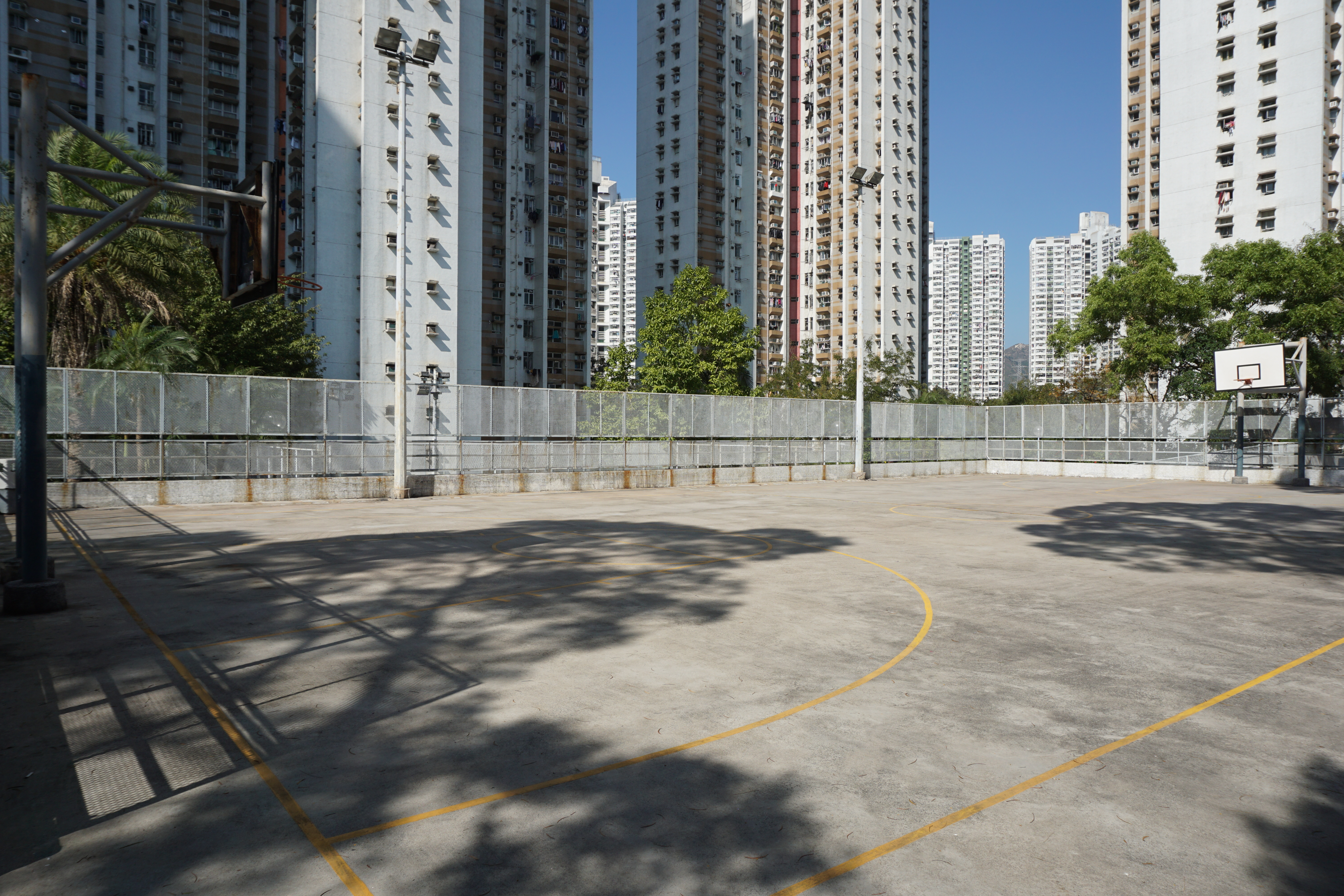
籃球場
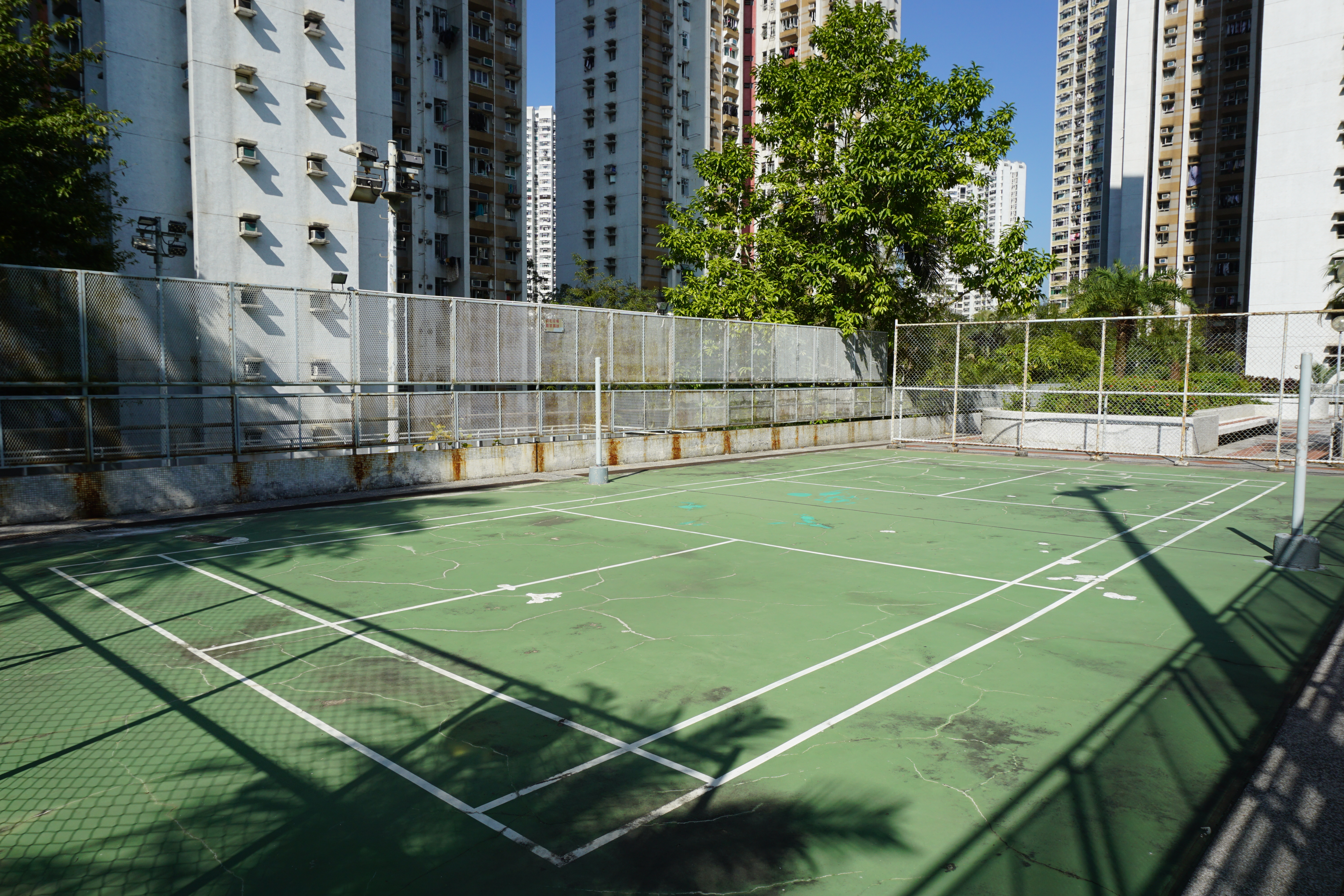
羽毛球場
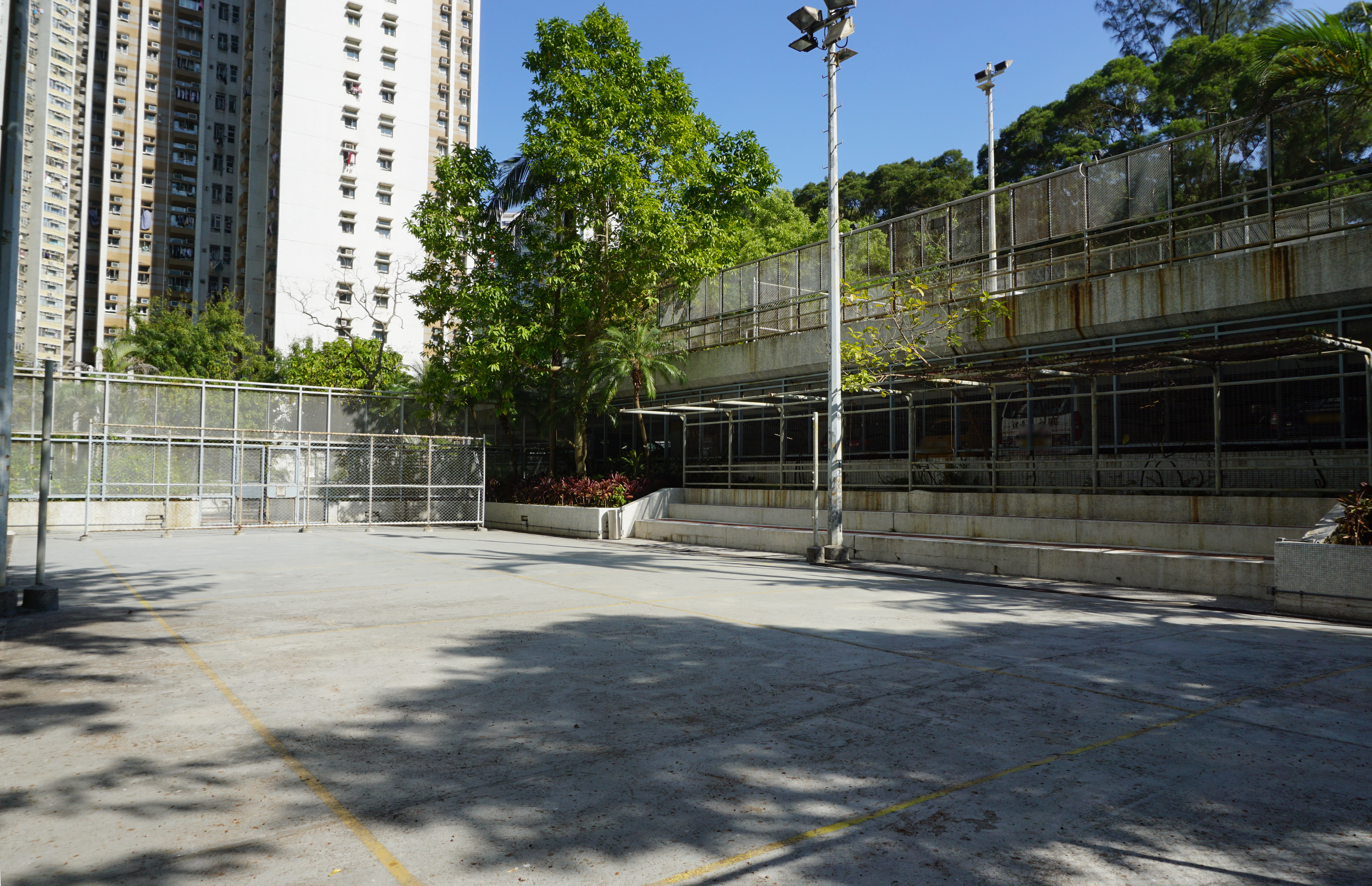
排球場
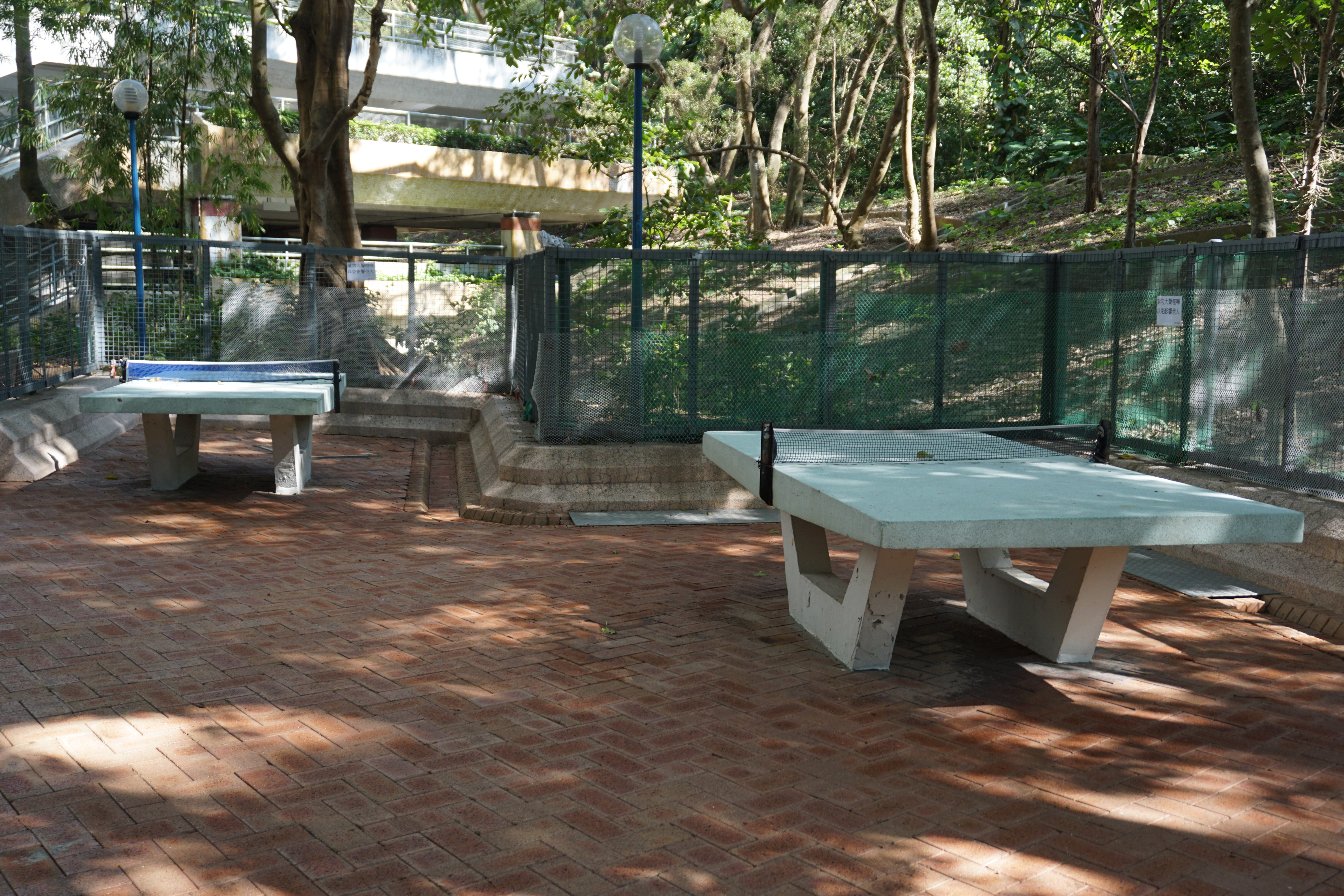
乒乓球區
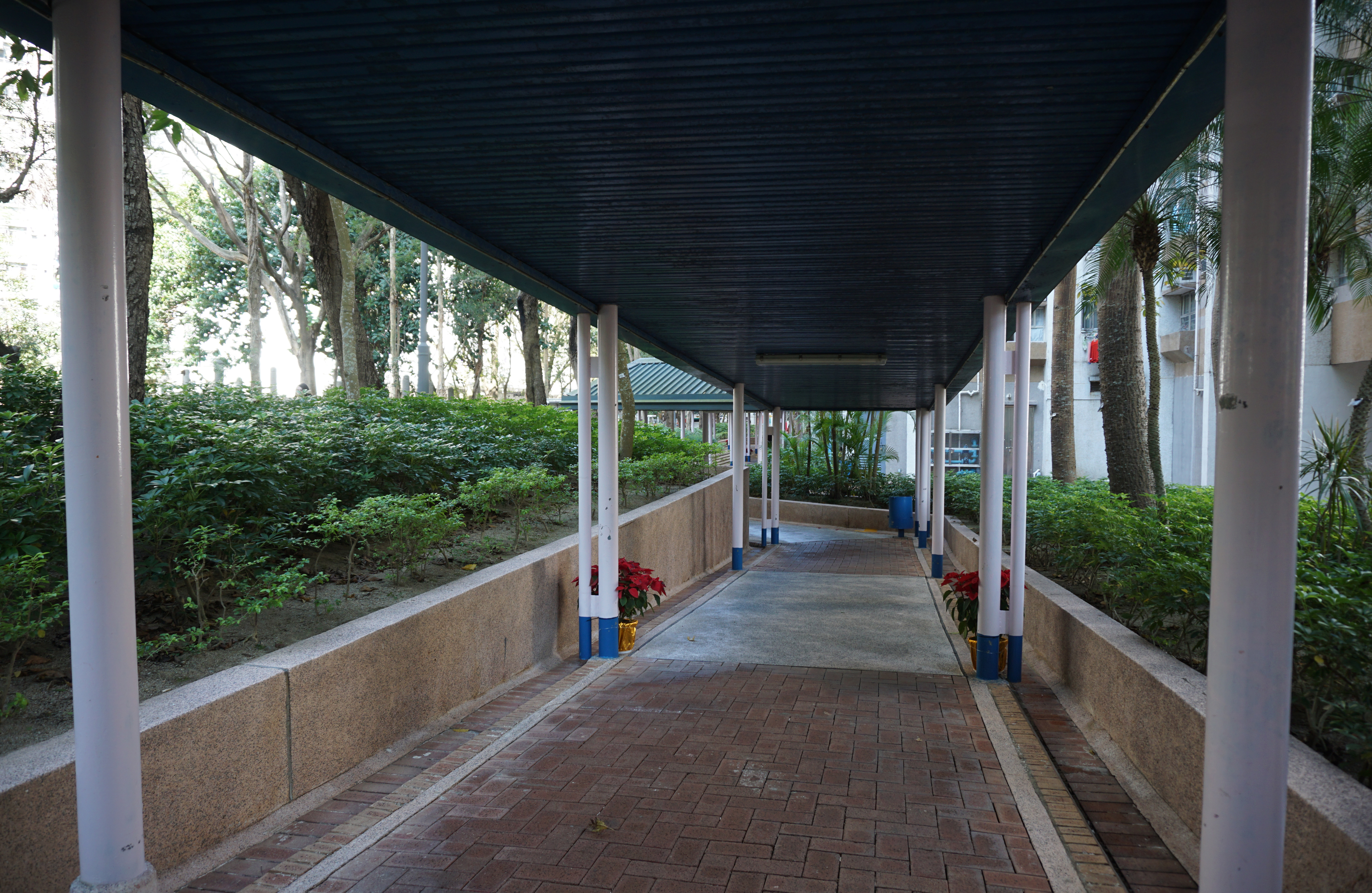
有蓋行人道
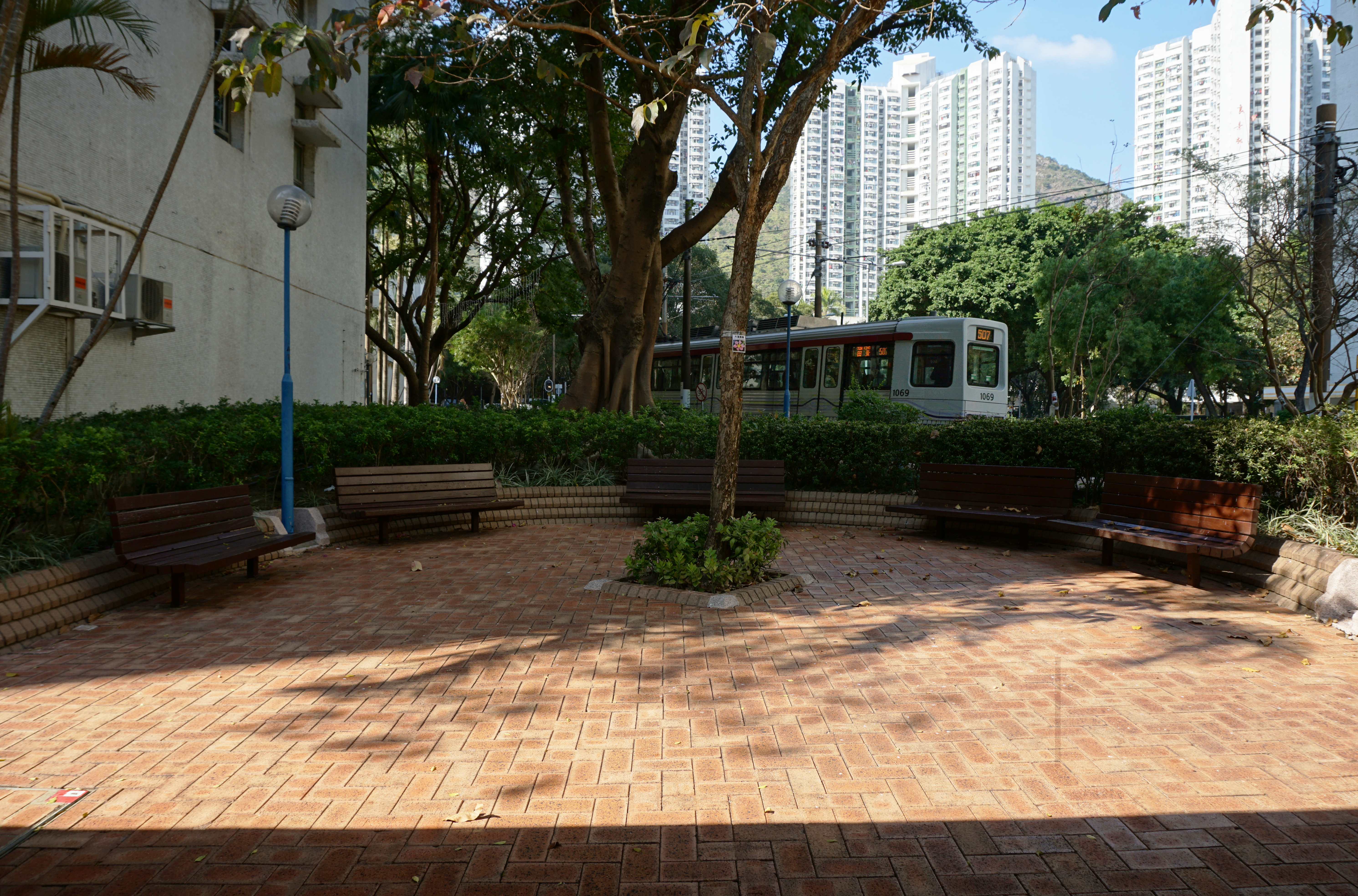
休憩區
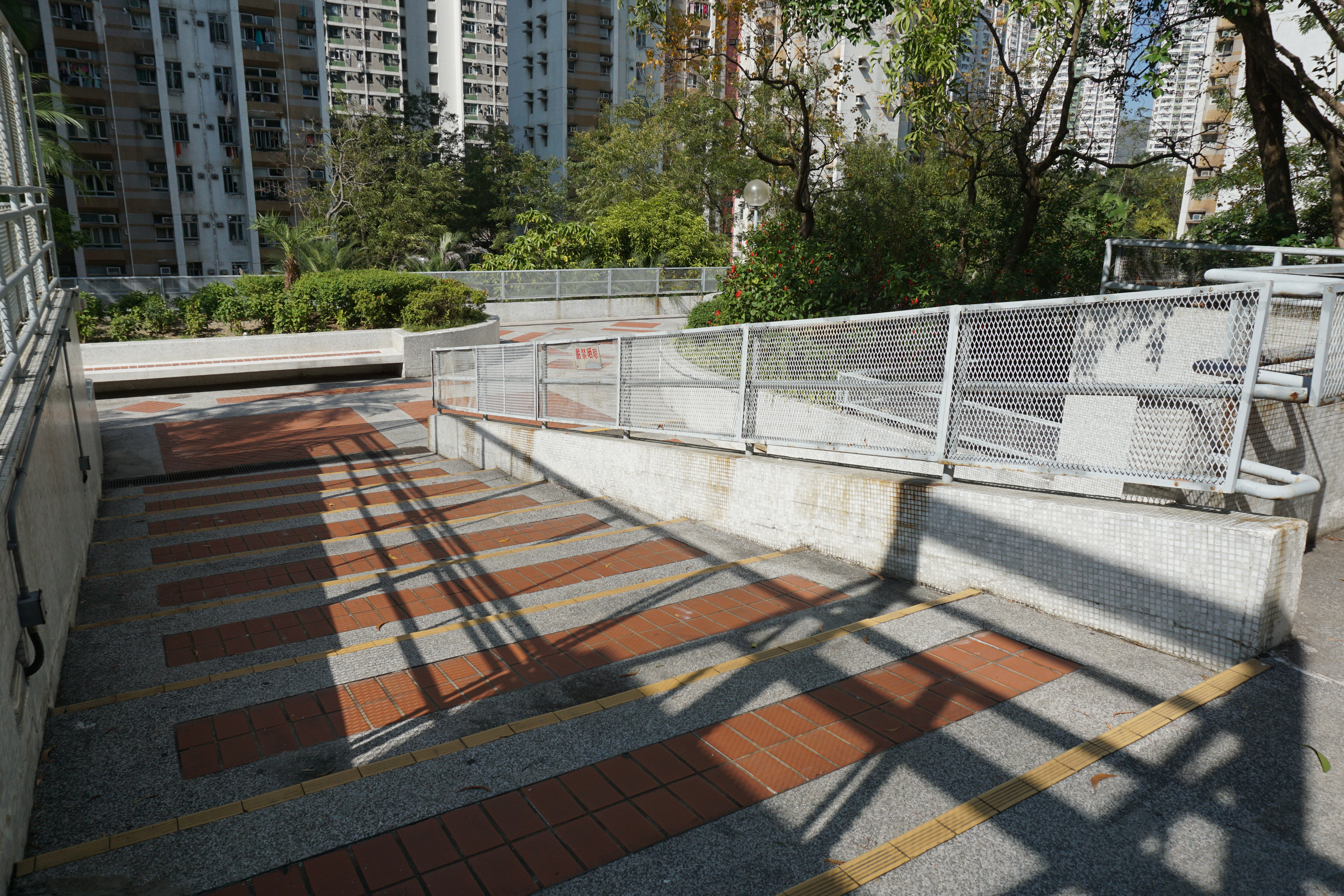
停車場平台
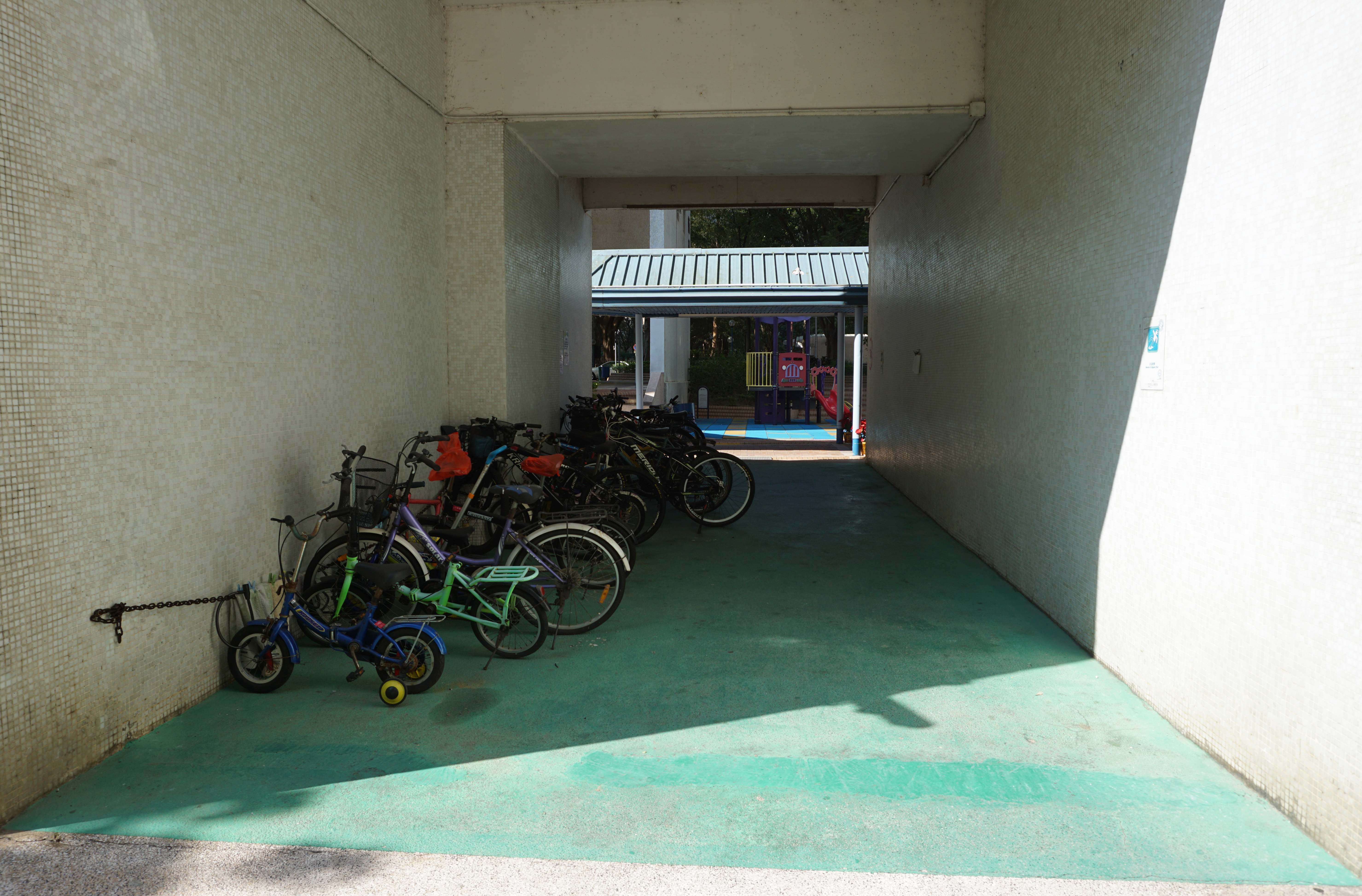
單車停泊區
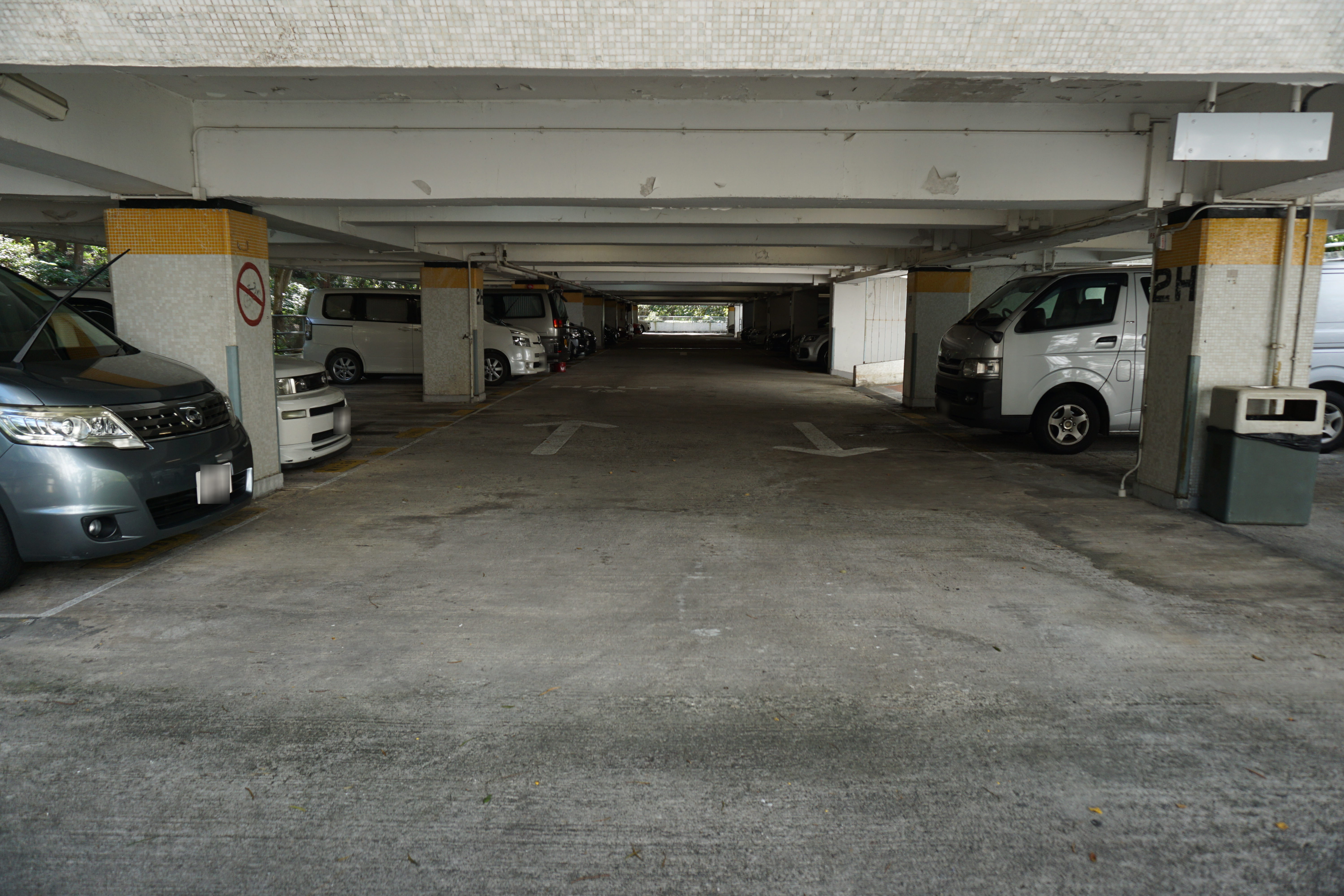
停車場

鄰近學校

### 15分鐘路程內的幼稚園及幼兒園
- 香港聖公會聖西門良景幼兒學校 （页面存档备份，存于） （良景邨）
- 路德會良景幼兒園 （页面存档备份，存于） （良景邨）
- 樂善堂張葉茂清幼稚園 （页面存档备份，存于）  （田景邨）
- 東華三院方譚遠良幼兒園 （页面存档备份，存于）  （田景邨）
- 世界龍岡學校朱瑞蘭（中英文）幼稚園 （页面存档备份，存于） （良景邨）
- 田景邨浸信會呂郭碧鳳幼稚園 （页面存档备份，存于） （田景邨）
- 仁濟醫院嚴徐玉珊幼稚園 （页面存档备份，存于）（和田邨）
- 香港浸信會聯會寶田幼稚園 （页面存档备份，存于）（寶田邨）
- 路德會建生幼稚園 （页面存档备份，存于） （建生邨）
- 佳寶幼稚園（第二分校） （页面存档备份，存于）  （建生邨）
- 建生浸信會白普理幼兒園 （页面存档备份，存于） （建生邨）
- 天后中英文幼稚園 （页面存档备份，存于） （大興邨）

### 15分鐘路程內的小學
- 香港紅卍字會屯門卍慈小學（良景邨）
- 保良局方王錦全小學（良景邨）
- 中華基督教會蒙黃花沃紀念小學（田景邨）
- 柏立基教育學院校友會何壽基小學（田景邨）
- 保良局志豪小學（寶田邨）
- 僑港伍氏宗親會伍時暢紀念學校（建生邨）
- 保良局莊啟程第二小學（大興邨）
- 台山商會學校（大興邨）

### 15分鐘路程內的中學
- 新會商會中學（良景邨）
- 宣道中學（大興邨）
- 崇真書院（大興邨）
- 佛教沈香林紀念中學（大興邨）
- 保良局百周年李兆忠紀念中學（大興邨）
- 屯門天主教中學（建生邨）
- 仁愛堂陳黃淑芳紀念中學（山景邨）
- 明愛屯門馬登基金中學 （页面存档备份，存于） （山景邨）

## 交通
新圍苑居民往來屯門區內其他地方主要乘搭輕鐵，輕鐵新圍站於靠近新賢閣的田景路旁邊，屬單程車票第3收費區，北行連接約200米遠的良景站，南行分別連接屬第2收費區的大興（北）站及石排站。新圍苑附近有多條連接屯門區外的巴士及小巴線服務居民。

## 外部連結
- 新圍苑業主立案法團